# Bakili Muluzi
Elson Bakili Muluzi (Machinga (Nyasaland), 17 maart 1943) is een politicus uit Malawi. Hij was president van Malawi van 1994 tot 2004 en was voorzitter van de United Democratic Front (UDF) tot 2009.
Muiuzi werd geboren in Machinga, een dorpje in het zuiden van Malawi. In 1973 kreeg hij van president Hastings Banda een ministerspost aangeboden in het kabinet. Hoe gecharmeerd de alleenheerser van Malawi was van Muiuzi bleek toen hij hem in 1976 bevorderde tot secretaris-generaal van zijn Malawi Congress Party (MCP). In 1982 nam Muiuzi afscheid van de politiek. De officiële verklaring voor dit terugtreden was dat hij een carrière in het zakenleven ambieerde, maar in Malawi werd gefluisterd dat hij moest aftreden vanwege financiële malversaties. Jarenlang was hij vice-voorzitter van de Malawische Kamer van Koophandel, totdat hij de politieke arena vorig jaar opnieuw betrad, nu als leider van het Verenigde Democratische Front, een afsplitsing van de MCP.
Muiuzi, een moslim met twee vrouwen en zeven kinderen, zette zichzelf graag neer als een man van het volk. Hij baseerde zijn campagne voor de Malawische presidents- en parlementsverkiezingen van 1994 op de belofte om het onderwijs en de gezondheidszorg in zijn vaderland te zullen verbeteren en de armoede in het land aan te pakken. Malawi is een van de armste landen van Afrika, met een gemiddelde levensverwachting van 48 jaar.